# Castanopsis purpurea
Castanopsis purpurea är en bokväxtart som beskrevs av Euphemia Cowan Barnett. Castanopsis purpurea ingår i släktet Castanopsis och familjen bokväxter.
Artens utbredningsområde är Thailand. Inga underarter finns listade.